# Гринвилл (Делавэр)
Гринвилл (англ. Greenville) — статистически обособленная местность, расположенная в округе Нью-Касл штата Делавэр, США, и являющаяся состоятельным пригородом города Уилмингтон. Гринвилл является домом семьи 46-го президента США Джо Байдена и многих потомков семьи Дюпонов.

## География
Гринвилл расположен в 980 метров к северо-западу от Уилмингтона. По данным Бюро переписи населения США, общая площадь пригорода составляет 7,1 км², из которых 7 км² составляет земля, а 0.06 км² — вода.

## Демография
По данным переписи 2010 года, население Гринвилла составляло 2326 человек, в том числе 1076 домашних хозяйств и 654 семьи. Насчитывалось 1395 единиц жилья со средней плотностью 196,5 км². Расовый состав пригорода составлял: 85,7% белых, 7,2% азиатов, 4,8% афроамериканцев, 3,4% латиноамериканцев и 1,3% представителей других рас. Распределение по возрасту составило 21,1% в возрасте до 18 лет, 3,7% в возрасте от 18 до 24 лет, 22,5% в возрасте от 25 до 44 лет, 28,8% в возрасте от 45 до 64 лет и 24,0% в возрасте 65 лет и старше. Средний возраст составляет 46,6 лет.
По данным опроса американского сообщества, средний доход домашнего хозяйства в Гринвилле составляет 133 864 доллара США, а средний доход семьи — 159 632 доллара. Доход на душу населения составил 109 521 доллар США. Ни одна из семей и 2,5% населения не живут за чертой бедности. Основные области занятости: 18,3% — финансы, страхование и недвижимость; 17,9% — учёные, специалисты, менеджеры; 17,7% — образование, здравоохранение и социальная помощь.
Гринвилл и Хенлопен Эйкерс являются самыми богатыми местами проживания в штате Делавэр, почти все они связаны с самыми высокими личными доходами, в среднем превышающими 80 000 долларов в год.

## Достопримечательности
- Дом Холладей-Харрингтон
- Церковь Святого Джозефа

## Известные уроженцы и жители
- Джо Байден — 46-й президент США (2021—2025), 47-й вице-президент США (2009—2017).
- Джилл Байден — Первая леди США (2021—2025), Вторая леди США (2009—2017).
- Пьер-Самюэль Дюпон де Немур — франко-американский экономист и политик.
- Элетер Ирене Дюпон де Немур — химик, основатель и первый президент «DuPont».
- Генри Дюпон — сенатор-республиканец США.
- Ламмот Дюпон — президент «DuPont».
- Томас Коулмэн Дюпон — президент «DuPont», сенатор от Делавэра.
- Пьер Дюпон — 68-й Губернатор Делавэра.
- Тед Кауфман — сенатор от Делавэра.
- Джим Томпсон — бизнесмен и офицер военной разведки США.